# Išim (fiume)
L'Išim (anche traslitterato come Ishim; in kazako: Есіл, Есиль, Esil') è un importante fiume della Russia e del Kazakistan, affluente di sinistra dell'Irtyš.

## Descrizione
Il fiume ha le sue sorgenti nella regione delle alture del Kazakistan, nella regione di Qaraǧandy; fluisce inizialmente con direzione mediamente occidentale, bagnando alcune città fra le quali la più importante è la capitale del Paese, Astana. Giunto nei pressi della cittadina di Deržavinsk, nella regione di Qostanay, compie una decisa curva assumendo una direzione nord-nordest, drenando dapprima le propaggini settentrionali delle alture del Kazakistan e bagnando Esil', successivamente la regione steppica che da esso prende il nome (steppa dell'Išim, Išimskaja step') toccando Petropavl e Išim, la cittadina a cui dà il nome e, infine, attraversando la regione paludosa della Siberia occidentale. Confluisce nell'Irtyš dopo circa 2.450 km complessivi di corso, nei pressi dell'abitato di Ust'-Išim, nell'Oblast' di Omsk. I maggiori affluenti sono Koluton, Žabaj, Akkanburluk, Imanburlyk, provenienti dalla destra idrografica; Terisakkan e Karasul', dalla sinistra.
Il fiume, nonostante la sua lunghezza e ampiezza di bacino, non è molto ricco di acque, data l'aridità delle regioni attraversate; il suo corso è gelato mediamente da novembre ad aprile nel basso corso, da dicembre a marzo nell'alto corso.